# فتور
فتور (به لاتین: Fotur) یک منطقهٔ مسکونی در افغانستان است که در ولسوالی واخان واقع شده‌است.